# Henry William Inwood
Henry William Inwood (* 1794 in London; † 1843) war ein englischer Architekt, Archäologe, Gelehrter und Autor.
Inwood gilt als einer der Hauptvertreter des Greek Revival – des Klassizismus in Formen klassischer griechischer Architektur, insbesondere in den angelsächsischen Ländern. In den Jahren 1818 und 1819 bereiste er zum Studium antiker Architektur Italien und Griechenland, als ein Ergebnis publizierte er 1827 The Erechtheion at Athens: Fragments of Athenian Architecture and a few remains in Attica, Megara, and Epirus. Mehrere Kirchenbauprojekte entwarf und führte er mit seinem Vater, dem Architekten William Inwood durch. Weitere Kirchen entstanden in Zusammenarbeit mit E.N. Clifton.
In einer 1834 erschienenen kurzen Schrift Of the Resources of Design in the Architecture of Greece, Egypt, and other Countries, obtained by the Studies of the Architects of those Countries, from Nature, legte Inwood die Idee dar, dass wesentliche Formdetails griechischer und ägyptischer Architektur und Plastik von Naturformen auf die Kunst übertragen wurden, beispielsweise die Kannelierung dorischer Säulen von Schilfbündeln, bestimmten kristallinen Gesteinsformen oder der Oberfläche von Herzmuscheln.
Inwood starb bei einem Schiffbruch auf einer Reise nach Spanien.

## Bauten
In Zusammenarbeit mit William Inwood, seinem Vater
- St Pancras New Church (1819–1822). John Summerson sieht angesichts der Rezeption Athener Bauten für den Entwurf den maßgeblichen Anteil bei Henry William Inwood.[2]
- All Saints, Camden Town (1822–1824)
- St Peter’s, Regent Square (1822–1825, nicht erhalten)
- St Mary's Church, Somers Town, London (1824–1827)[3]

In Zusammenarbeit mit E. N. Clifton:
- St James, Islington (1837–1838)[4], im Stil des Greek Revival.
- St. Stephen, Canonbury,(1837–1839), im Stil des Gothic Revival.

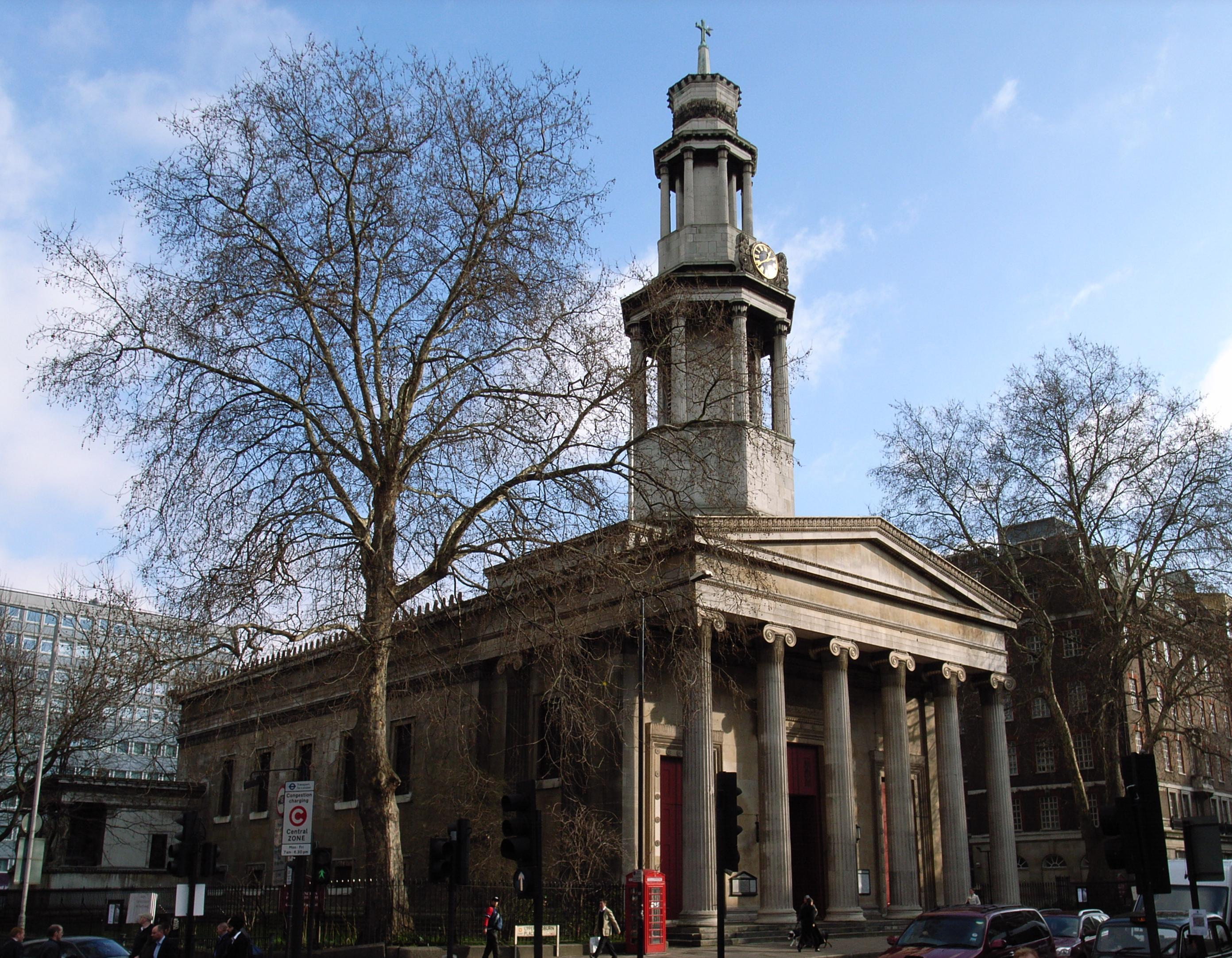
St. Pancras Parish New Church from the north-west
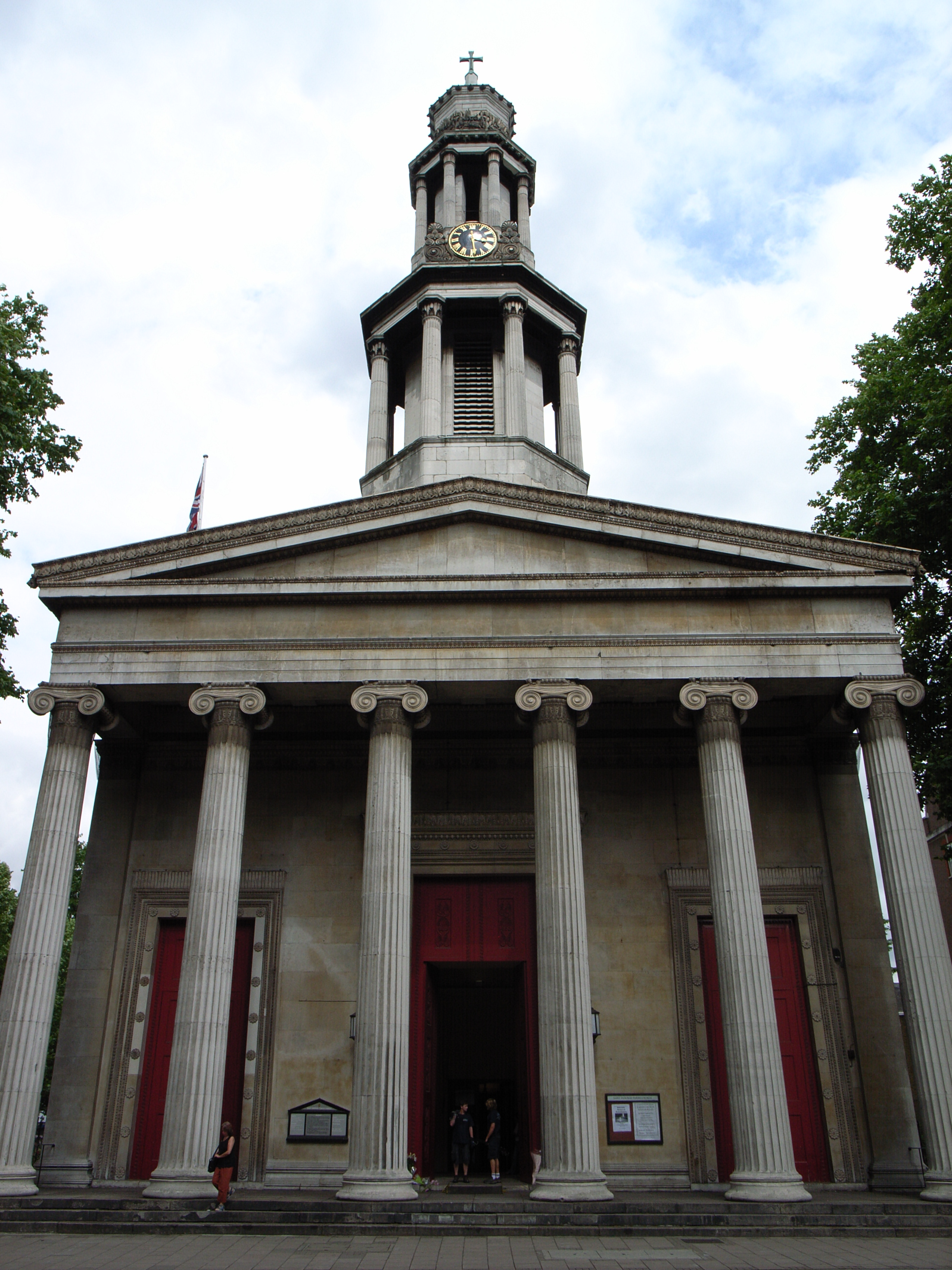
St. Pancras Parish New Church, west front
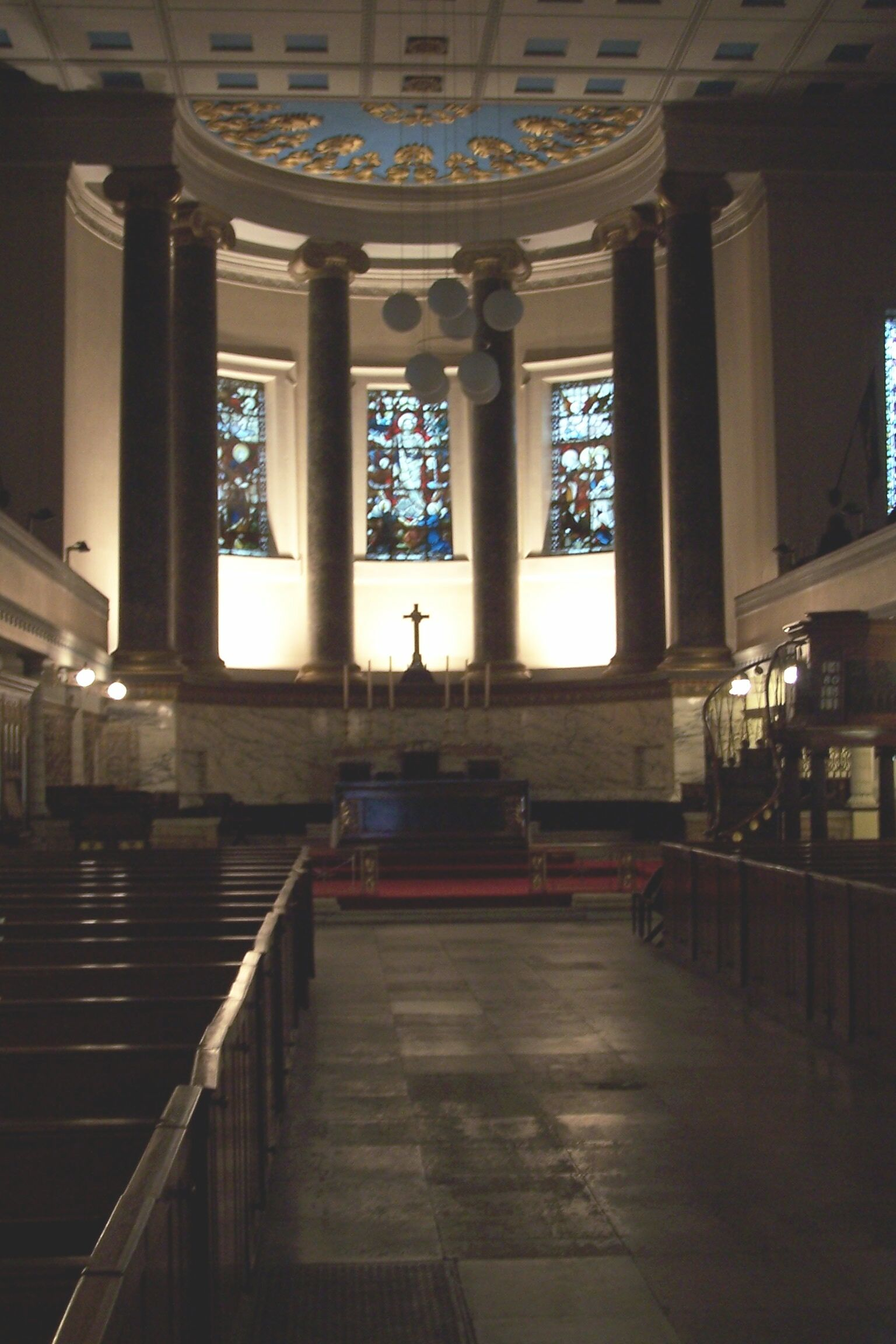
St. Pancras Parish New Church, interior looking east
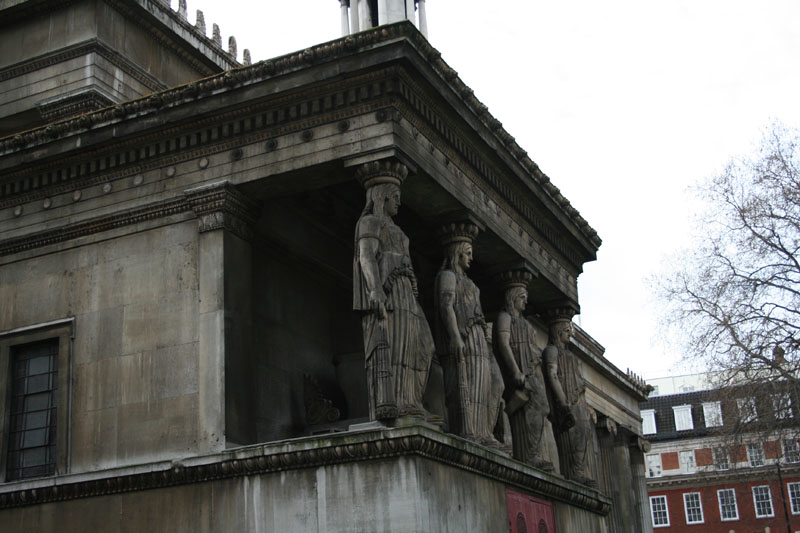
St Pancras, London, from the north-east
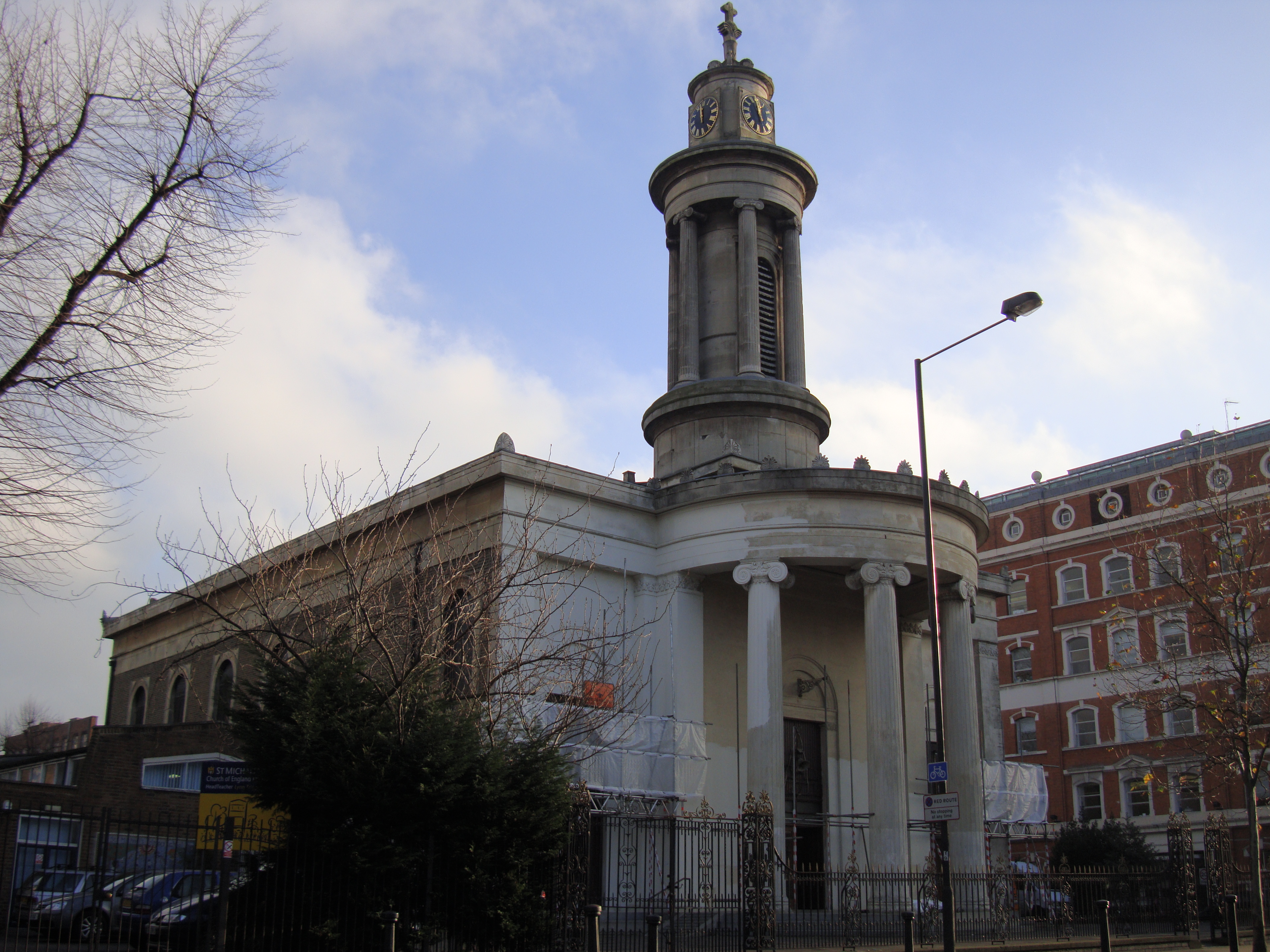
All Saints’, Camden Town, von Nordwest

## Schriften
- The Erechtheion at Athens. Fragments of Athenian architecture and a few remains in Attica, Megara and Epirus. London 1827 (uni-heidelberg.de).